# Irina 2HOT
Irina Kolin (devojački Arsić) poznatija kao Irina 2HOT (Beč, 22. jul 1977) srpska je pevačica, osnivačica i bivša članica grupe 2HOT. Popularnost je stekla kada se 2004. godine pojavila u spotu Pravi broj od Grua

## Biografija
Rođena je 22. jula 1978. godine u Beču, gde se školovala a po struci je zubni tehničar. Irina je bila udata za jednog poznatog košarkaša skim ima jednu ćerku.   

## Karijera
Karijeru je trebala je da počne kao članica grupe Funky G, kasnije se pojavila u Gruovom spotu za pesmu Pravi broj. Nakon njenog pojavljivanja u spotu izazvala je veliku medijsku pažnju te je kasnije osnovala grupu 2HOT gde je bila sa Violetom Stojanović. Nakon raspada grupe Irina je 2016. godine izbacila album pod nazivom Zabranjena Zona a nakon toga nije bila na estradi i u medijima petnaest godina sve do 2023. godine kada objavljuje singl Nisam više mala a potom ulazi u rijjaliti Elita7 radi promocije pesme. 

## Diskografija
Albumi:
- 2003. Stvorena Za Blud (kao 2HOT)
- 2004. BeoGrad (kao Irina 2HOT)
- 2016. Zabranjena Zona (kao Irina Kolin)
- 2023. Nisam više mala (kao Irina 2HOT)

Singlovi:
- Zabranjena Zona (Zabranjena Zona)
- Priznaj (Zabranjena Zona)
- Ako, Ako (Zabranjena Zona)
- Prljav Igrač (Zabranjena Zona)
- Idi, Idi (Zabranjena Zona)
- Izdajice, Varalice (Zabranjena Zona)
- Blesava (Zabranjena Zona)
- Opet Ti (Zabranjena Zona)
- Blud (Stvorena Za Blud)
- Mamac (Stvorena Za Blud)
- Smor (Stvorena Za Blud)
- Hot Line 041-220-220 Guest – (Gru Stvorena Za Blud)
- Sladoled (Stvorena Za Blud)
- Beograd (Stvorena Za Blud)
- Balkan Girl (Stvorena Za Blud)
- Idemo U Grad (Stvorena Za Blud)
- Pravi broj (feat Gru) (BeoGrad 2004)
- Nisam Više Mala
- Plavi broj / RMX 2023 (feat Gru, STRUKA)
- Dva puta plavo